# Pasir Belo
Pasir Belo is een bestuurslaag in het regentschap Subulussalam van de provincie Atjeh, Indonesië. Pasir Belo telt 153 inwoners (volkstelling 2010).